# Wilhelminakerk (Ridderkerk)
De Wilhelminakerk is een kerkgebouw in de Nederlandse plaats Ridderkerk, provincie Zuid-Holland. De Wilhelminakerk is onderdeel van de Hervormde gemeente Ridderkerk en onderdeel van de Protestantse Kerk in Nederland.  

## Geschiedenis
De eerste steen werd op 16 mei 1931 gelegd. De ingebruikname was op 29 december 1931 door ds. R. Steenhoek (oud-predikant) uit Zetten-Andelst.